# Misha Mengelberg
Misha Mengelberg (født 5. juni 1935 i Kyiv, Ukraine, død 3. marts 2017 i Amsterdam) var en nederlandsk jazzpianist og -komponist. Han vandt Gaudeamus Internationale Komponist-pris i 1961.
Mengelberg var søn af Karel Mengelberg, som igen var nevø til dirigenten Willem Mengelberg. Han studerede kortvarigt arkitektur før han kom ind på Koninklijk Conservatorium Den Haag, hvor han studerede fra 1958 til 1964. Mens han var på konservatoriet vandt han førsteprisen til en jazzfestival i Loosdrecht og blev tilknyttet Fluxus. Hans tidlige påvirkninger var Thelonious Monk, Duke Ellington og John Cage, som han hørte holde forelæsning i Darmstadt.